# Liga de Voleibol Argentina 2023-24
La Liga de Voleibol Argentina 2023-24 fue la vigésima octava edición del certamen profesional de máxima división de equipos de vóley en la Argentina.
Ciudad Vóley se consagró campeón por segundo año consecutivo al derrotar a Policial Vóley, en lo que fue su cuarta final consecutiva.

## Equipos participantes
| Club                   | Ciudad                         |
| ---------------------- | ------------------------------ |
| Once Unidos            | Mar del Plata, Buenos Aires    |
| Ciudad Vóley           | Ciudad de Buenos Aires         |
| Obras                  | San Juan, San Juan             |
| Defensores de Banfield | Banfield, Buenos Aires         |
| Boca Juniors           | Ciudad de Buenos Aires         |
| UPCN San Juan Vóley    | San Juan, San Juan             |
| Monteros Vóley Club    | Monteros, Tucumán              |
| River Plate            | Ciudad de Buenos Aires         |
| Tucumán de Gimnasia    | San Miguel de Tucumán, Tucumán |
| Policial Vóley         | Formosa, Formosa               |
| San Lorenzo            | Ciudad de Buenos Aires         |

### Distribución geográfica de los equipos
| Jurisdicción                    | Cant. | Equipos                                              |
| ------------------------------- | ----- | ---------------------------------------------------- |
| Ciudad Autónoma de Buenos Aires | 4     | Ciudad Vóley, River Plate, San Lorenzo, Boca Juniors |
| Provincia de Tucumán            | 2     | Monteros Vóley, Tucumán de Gimnasia                  |
| Provincia de San Juan           | 2     | UPCN San Juan Vóley, Obras                           |
| Provincia de Buenos Aires       | 2     | Once Unidos y Defensores de Banfield                 |
| Provincia de Formosa            | 1     | Policial Vóley                                       |

## Modo de disputa
Primero se disputó una fase regular todos contra todos, dónde los 8 mejores clasificaron a cuartos de final. Los playoffs se jugó ida y vuelta a dos partidos, exceptuando los partidos desempate, y la final que se jugó a 3 partidos.

## Fase regular
| Pos. | Equipo                 | Pts | Partidos | Partidos | Partidos |
| Pos. | Equipo                 | Pts | PJ       | PG       | PP       |
| ---- | ---------------------- | --- | -------- | -------- | -------- |
| 1.º  | Ciudad Vóley           | 53  | 20       | 18       | 2        |
| 2.º  | UPCN San Juan Vóley    | 49  | 20       | 17       | 3        |
| 3.º  | Policial Vóley         | 45  | 20       | 15       | 5        |
| 4.º  | Monteros Vóley         | 36  | 20       | 12       | 8        |
| 5.º  | River Plate            | 28  | 20       | 9        | 11       |
| 6.º  | Defensores de Banfield | 28  | 20       | 9        | 11       |
| 7.º  | San Lorenzo            | 24  | 20       | 8        | 12       |
| 8.º  | Boca Juniors           | 22  | 20       | 7        | 13       |
| 9.º  | Once Unidos            | 18  | 20       | 6        | 14       |
| 10.º | Tucumán de Gimnasia    | 17  | 20       | 5        | 15       |
| 11.º | Obras                  | 10  | 20       | 4        | 16       |

|  | Clasificados a cuartos de final. |

## Playoffs
|  | Cuartos de final         | Cuartos de final         | Cuartos de final |                |                          | Semifinales              | Semifinales | Semifinales |  |                | Final          | Final | Final |  |
|  |                          |                          |                  |                |                          |                          |             |             |  |                |                |       |       |  |
|  |                          |                          |                  |                |                          |                          |             |             |  |                |                |       |       |  |
|  | UPCN San Juan Voley Club | UPCN San Juan Voley Club | 2                |                |                          |                          |             |             |  |                |                |       |       |  |
|  | UPCN San Juan Voley Club | UPCN San Juan Voley Club | 2                |                |                          |                          |             |             |  |                |                |       |       |  |
|  | San Lorenzo              | San Lorenzo              | 0                |                |                          |                          |             |             |  |                |                |       |       |  |
|  | San Lorenzo              | San Lorenzo              | 0                |                | UPCN San Juan Voley Club | UPCN San Juan Voley Club | 1           |             |  |                |                |       |       |  |
|  |                          |                          |                  |                | UPCN San Juan Voley Club | UPCN San Juan Voley Club | 1           |             |  |                |                |       |       |  |
|  |                          |                          | Policial Vóley   | Policial Vóley | 2                        |                          |             |             |  |                |                |       |       |  |
|  | Policial Vóley           | Policial Vóley           | Policial Vóley   | Policial Vóley | 2                        | 2                        |             |             |  |                |                |       |       |  |
|  | Policial Vóley           | Policial Vóley           |                  |                |                          |                          |             |             |  |                |                |       |       |  |
|  | Defensores de Banfield   | Defensores de Banfield   | 0                |                |                          |                          |             |             |  |                |                |       |       |  |
|  | Defensores de Banfield   | Defensores de Banfield   | 0                |                |                          |                          |             |             |  | Policial Vóley | Policial Vóley | 0     |       |  |
|  |                          |                          |                  |                |                          |                          |             |             |  | Policial Vóley | Policial Vóley | 0     |       |  |
|  |                          |                          | Ciudad Vóley     | Ciudad Vóley   | 3                        |                          |             |             |  |                |                |       |       |  |
|  | Ciudad Vóley             | Ciudad Vóley             | Ciudad Vóley     | Ciudad Vóley   | 3                        | 2                        |             |             |  |                |                |       |       |  |
|  | Ciudad Vóley             | Ciudad Vóley             |                  |                |                          |                          |             |             |  |                |                |       |       |  |
|  | Boca Juniors             | Boca Juniors             | 0                |                |                          |                          |             |             |  |                |                |       |       |  |
|  | Boca Juniors             | Boca Juniors             | 0                |                | Ciudad Vóley             | Ciudad Vóley             | 2           |             |  |                |                |       |       |  |
|  |                          |                          |                  |                | Ciudad Vóley             | Ciudad Vóley             | 2           |             |  |                |                |       |       |  |
|  |                          |                          | River Plate      | River Plate    | 1                        |                          |             |             |  |                |                |       |       |  |
|  | River Plate              | River Plate              | River Plate      | River Plate    | 1                        | 2                        |             |             |  |                |                |       |       |  |
|  | River Plate              | River Plate              |                  |                |                          |                          |             |             |  |                |                |       |       |  |
|  | Monteros Vóley           | Monteros Vóley           | 0                |                |                          |                          |             |             |  |                |                |       |       |  |
|  | Monteros Vóley           | Monteros Vóley           | 0                |                |                          |                          |             |             |  |                |                |       |       |  |
|  |                          |                          |                  |                |                          |                          |             |             |  |                |                |       |       |  |

Ciudad Vóley se consagró bicampeón.